# Sandro Landi
Sandro Landi, né en 1962 en Italie, est un historien italien naturalisé français. Il est spécialiste de l'Italie moderne (XVIe – XVIIIe siècle). Ses travaux portent sur la censure, l'opinion publique, le discours politique et la théorie politique. Depuis 2006, il est professeur à l’Université Bordeaux Montaigne.

## Biographie
Sandro Landi obtient un diplôme en Lettres de l'Université de Florence avant de poursuivre ses études à l'Institut universitaire européen (IUE) de Fiesole en 1989.
En 1995, Il soutient une thèse de doctorat en histoire sous la direction de Dominique Julia et de Mario Mirri, portant sur la censure et la formation de l'opinion publique dans l'État toscan à l'époque des Habsbourg-Lorraine.
En 2005, il obtient l'habilitation à diriger des recherches (HDR) en histoire de l'École des hautes études en sciences sociales (EHESS), avec un dossier intitulé Pour une histoire de la culture politique de l'Italie moderne, XVIe – XVIIIe siècles. Il a été boursier à la Fondazione Luigi Einaudi. Il a été également chercheur invité au Centre for Reformation and Renaissance Studies de l'Université de Toronto (CRRS), où il reçoit, en 2012, le Prix Natalie Zemon Davis. Il a enseigné à la Scuola di Studi Superiori Ferdinando Rossi de l'université de Turin (SSST) et à l'université de Buenos Aires.
En 2012, aux côtés d'Isabelle Poulin, il fonde et co-dirige Essais, revue interdisciplinaire d'humanités.
De 2011 à 2021, il a été directeur de l'École doctorale Montaigne Humanités. Depuis 2022, il occupe le poste de directeur de la Maison des Sciences de l'Homme de Bordeaux.

### Recherches

#### Censure, opinion publique et culture politique dans l’Italie moderne
Ses recherches sont principalement centrées sur l'histoire de l'Italie moderne, notamment sur la période des XVIe – XVIIIe siècles. Il s'intéresse particulièrement au rôle de la censure dans la formation de l'opinion publique[source secondaire souhaitée].
Dans le livre tiré de sa thèse (Il governo delle opinioni. Censura e formazione del consenso nella Toscana del Settecento, Bologne, Il Mulino, 2000), en opposition au modèle d’espace public développé par Jürgen Habermas, il traite du rôle constitutif de la censure dans la formation de l'opinion publique.
En 2006, il explore le concept d'opinion publique dans le contexte politique italien entre la Renaissance et les Lumières, comme en témoigne son ouvrage Naissance de l'opinion publique dans l'Italie moderne : Sagesse de peuple et savoir de gouvernement de Machiavel aux Lumières. Ses études sur l'opinion publique mettent en lumière, selon lui, les dynamiques socio-culturelles qui influençaient les croyances et les attitudes collectives[source secondaire souhaitée].

#### Histoire de l’Italie
Parallèlement, il a codirigé une série de projets réunissant les principaux spécialistes français de l’histoire d’Italie qui ont donné lieu notamment à un ouvrage sur l’État toscan (Florence et la Toscane XIVe – XIXe siècles. Dynamiques d'un État italien, Rennes, Presses universitaires de Rennes, 2004, en collaboration avec Jean Boutier et Olivier Rouchon) et à un ouvrage sur l’Italie avant la création, au XIXe siècle, d'un État unitaire (Le Temps des Italies: XIIe – XIXe siècle, Paris-Rome, Passés composés - École française de Rome, 2023 en collaboration avec Jean Boutier et Jean-Claude Waquet).

#### Machiavel
En 2017, il publie Lo sguardo di Machiavelli: Una nuova storia intellettuale, un ouvrage qui propose une réinterprétation de l'œuvre de Machiavel selon une approche interdisciplinaire qui fait appel à la philologie, à l’histoire de la lecture, à la microhistoire et à l’anthropologie historique[source secondaire souhaitée]. Il étudie notamment Machiavel sous l’angle des pratiques sociales (sa manière de lire ou d’écrire, par exemple) et la manière dont Machiavel observe et théorise des phénomènes sociaux tels que les opinions et les croyances collectives,.

### Publications

#### Ouvrages
- Il governo delle opinioni. Censura e formazione del consenso nella Toscana del Settecento, Bologne, Il Mulino, 2000[7],[8].
- Florence et la Toscane XIVe – XIXe siècles. Les dynamiques d'un État italien, Rennes, Presses universitaires de Rennes, 2004 (co-dirigé avec Jean Boutier et Olivier Rouchon); traduction italienne: Firenze e la Toscana. Genesi e trasformazioni di uno stato (XIV-XIX secolo), Firenze, Mandragora, 2010.
- Naissance de l'opinion publique dans l'Italie moderne. Sagesse du peuple et savoir de gouvernement de Machiavel aux Lumières, Rennes, Presses universitaires de Rennes, 2006[9],[10].
- Machiavel, Paris, Ellipses, 2008[11],[12].
- La politique par correspondance. Les usages politiques de la lettre en Italie (XIVe – XVIIIe siècle), Rennes, Presses Universitaires de Rennes, 2009.
- Stampa, censura, opinione pubblica nell’Europa moderna, Bologne, Il Mulino, 2011[13].
- Le regard de Machiavel. Penser les sciences sociales au XVIe siècle [« Lo sguardo di Machiavelli. Una nuova storia intellettuale, Bologne, Il Mulino, 2017 »], Presses universitaires de Rennes, 2021 (présentation en ligne). (traduction espagnole (en collaboration avec Eugenia Mattei et Franco Castorina): La mirada de Maquiavelo. Un ensayo desde la historia intelectual, Buenos Aires, Editorial Eudeba, 2022).

### Récompenses
- 2012 : Prix Natalie Zemon Davis.